# Cayo (Belize)
Cayo é um distrito de Belize com uma área de 5.338 km², sua capital é a cidade de San Ignacio. No último censo realizado em 2022, a população do distrito era de 99.105 habitantes.
Além da capital, o distrito conta com a capital do país, Belmopan, as cidades de Santa Elena e Benque Viejo e mais 44 vilas, estas sendo: Arenal, Armenia, Barton Creek (Lower), Barton Creek (Upper), Billy White, Blackman Eddy, Branch Mouth, Buena Vista, Bullet Tree Falls, Calla Creek, Camalote, Central Farm, Cotton Tree, Cristo Rey, Duck Run I, II e III, Esperanza, Franks Eddy, Georgeville, La Gracia, Los Tambos, More Tomorrow, Ontario, Paslow Falls/Plant, Ringtail Village, Roaring Creek, San Antonio, San Jose Succotz, San Marcos, Santa Familia, Santa Marta, Santa Rosa, Santa Teresita, Selena, Seven Miles, Spanish Lookout, Springfield, St. Mathews, Teakettle, Unitedville, Valley of Peace e Yalbac.